# Кларк, Фрэнк
Фрэнк Кларк (англ. Frank Clark; род. 9 сентября 1943, Rowlands Gill, Тайн-энд-Уир) — английский футболист и тренер. Выступал на позиции защитника.
Чемпион Англии. Двукратный обладатель Кубка английской лиги. Обладатель Кубка ярмарок. Обладатель Кубка чемпионов УЕФА.

## Клубная карьера
Во взрослом футболе дебютировал в 1962 году выступлениями за команду «Крук Таун».
Своей игрой за эту команду привлёк внимание представителей тренерского штаба «Ньюкасл Юнайтед», к составу которого присоединился в 1963 году. Отыграл за «сорок» следующие двенадцать сезонов своей игровой карьеры. Большую часть времени, проведённого в составе команды, был основным защитником. В течение этих лет завоевал титул обладателя Кубка ярмарок и сыграл в целом 464 игр между 1962 и 1975 годами.
В 1975 году Кларк перешёл в «Ноттингем Форест», за который отыграл следующие четыре сезона. Играя в основном составе «Ноттингем Форест». За это время добавил к списку своих трофеев титул чемпиона Англии, а также становился обладателем Кубка английской лиги и Кубка чемпионов УЕФА. Завершил профессиональную карьеру футболиста выступлениями за команду «Ноттингем Форест» в 1979 году.

## Карьера тренера
После завершения своей игровой карьеры Кларк стал помощником тренера в «Сандерленде» с 1979 по 1982 год, после чего летом 1983 года стал тренером клуба «Лейтон Ориент», а позже стал директором клуба «Бризбен Роад».
В 1993 году Кларк был назначен как менеджер «Ноттингем Форест» вместо многолетнего тренера команды Брайана Клафа, под руководством которого в прошлом сезоне клуб занял последнее 22 место в Премьер-лиге и понизился в классе. Унаследовав большинство игроков из эпохи Клафа, Кларку удалось добиться мгновенного возвращения в Премьер-лигу, когда клуб закончил Первый дивизион на втором месте в конце сезона 1993/94. После этого клуб с первой попытки занял третье место и квалифицировался в Кубок УЕФА, а Фрэнк был назван Тренером месяца в Премьер-лиги за сентябрь 1994 года. Кроме того форвард Стэн Коллимор, что забил за сезон 22 гола в Премьер-лиге, был продан за рекордную сумму в 8,4 млн фунтов в «Ливерпуль». В сезоне 1995/96 клуб снизил результаты в чемпионате, заняв 9 место, однако в Кубке УЕФА дошёл до четвертьфинала, оставаясь единственной английской командой, которая пробилась в весеннюю стадию еврокубков того сезона. Сезон 1996/97 клуб начал с уверенной победы 3:0 над «Ковентри Сити», однако после этого началась потрясающая серия из 16 матчей в чемпионате без побед, в результате которой на декабрь «лесники» оказались на последнем 20-м месте в турнирной таблице, и Кларк вынужден был подать в отставку.
В том же месяце Кларк возглавил «Манчестер Сити» года, однако так и не смог вывести команду в Премьер-лигу, более того сезон 1997/98 «горожане», уже без Кларка, завершили на 22-й ступеньке и вылетели в третий по уровню дивизион Англии.
12 октября 2011 года Кларк стал президентом «Ноттингем Форест», но уже 17 января 2013 года был уволен с должности.

## Достижения

### Командные

#### Ньюкасл Юнайтед
- Обладатель Кубка ярмарок: 1968/69

#### Ноттингем Форест
- Чемпион Англии (1): 1977/78
- Обладатель Кубка Английской лиги (2): 1977/78, 1978/79
- Обладатель Кубка европейских чемпионов (1): 1978/79

### Личные
- Тренер месяца английской Премьер-лиги: сентябрь 1994, октябрь 1995
- Тренер года в Англии по версии LMA: 1995

### Тренерские

#### Ноттингем Форест
- Чемпионшип: второе место : 1993/94